# Бициклизам на Летњим олимпијским играма 2008 — кеирин за мушкарце
Кеирин за мушкарце било је трећи пут на програму бициклистичких такмичењима на Олимпијским играма 2008. у Пекингу. Такмичење је одржано на Лаошан велодрому 16. августа. Велодром је имао кружну стазу од 250 метара
Учествовало је 25 бициклиста из 16 земаља. Такмичари су возили 8 кругова. У свакој трци, учествовало је од 4 до 7 такмичара. Први 5,5 кругова су возили из моцотоциклисте („зеца“) који је постепено повећавао брзину да би у тренутку напуштања трке имао брзину од 50 km на сат. Преостала 2,5 круга бициклисти су возили у спринту до циља.

## Систам такмичења
У првом кругу такмичења 25 бициклиста је било подељено у четири групе. По двојица првопласираних из сваке од њих (укупно 8) пласирала се у полуфинале. Остали су се поново такмичили у репасажу подељени у 4 група, чији су се победници допунили број од 12 полуфиналиста. Полуфинале је вожено у две групе по шест бициклиста. Прва тртројица из сваког полуфинала пласирали су се у финале, док је остала тројица из сваке групе возили за пласман од 7 до 12 места.

## Земље учеснице
| - Аустралија (2) - Кина (1) - Чешка (1) - Француска (2) - Немачка (2) - Грчка (2) | - Холандија (2) - Италија (1) - Јамајка (1) - Јапан (2) - Малезија (2) | - Пољска (1) - Русија (2) - Сједињене Америчке Државе (1) - Украјина (1) - Уједињено Краљевство (2) |

- У загради се налази број спортиста који се такмиче за ту земљу

## Победници
| Злато:                        | Сребро:                        | Бронза:              |
| Крис Хој Уједињено Краљевство | Рос Едгар Уједињено Краљевство | Kiyofumi Nagai Јапан |

## Резултати

### Квалификације
| Место | Бициклиста                    |
| ----- | ----------------------------- |
| 1     | Крис Хој Уједињено Краљевство |
| 2     | Carsten Bergemann Немачка     |
| 3     | Toshiaki Fushimi Јапан        |
| 4     | Grégory Baugé Француска       |
| 5     | Kamil Kuczyński Пољска        |
| 6     | Denis Dmitriev Русија         |

| Место | Бициклиста                  |
| ----- | --------------------------- |
| 1     | Azizul Hasni Awang Малезија |
| 2     | Shane Kelly Аустралија      |
| 3     | Teun Mulder Холандија       |
| 4     | Andrii Vynokurov Украјина   |
| 5     | Sergey Polynskiy Русија     |
| 6     | Yong Feng Кина              |

| Место | Бициклиста                     |
| ----- | ------------------------------ |
| 1     | Рос Едгар Уједињено Краљевство |
| 2     | Josiah Ng Малезија             |
| 3     | Kiyofumi Nagai Јапан           |
| 4     | Denis Špička Чешка             |
| 5     | Christos Volikakis Грчка       |
|       | Roberto Chiappa Италија        |

| Место | Бициклиста                               |
| ----- | ---------------------------------------- |
| 1     | Ryan Bayley Аустралија                   |
| 2     | Theo Bos Холандија                       |
| 3     | Giddeon Massie Сједињене Америчке Државе |
| 4     | Arnaud Tournant Француска                |
| 5     | Athanasios Mantzouranis Грчка            |
| 6     | Ricardo Lynch Јамајка                    |
| 7     | Maximilian Levy Немачка                  |

### Репасаж
| Место | Бициклиста                |
| ----- | ------------------------- |
| 1     | Arnaud Tournant Француска |
| 2     | Christos Volikakis Грчка  |
| 3     | Yong Feng Кина            |
| 4     | Toshiaki Fushimi Јапан    |

| Место | Бициклиста             |
| ----- | ---------------------- |
| 1     | Kamil Kuczyński Пољска |
| 2     | Denis Špička Чешка     |
| 3     | Denis Dmitriev Русија  |
| -     | Teun Mulder Холандија  |

| Место | Бициклиста                |
| ----- | ------------------------- |
| 1     | Kiyofumi Nagai Јапан      |
| 2     | Andrii Vynokurov Украјина |
| 3     | Ricardo Lynch Јамајка     |
| 4     | Sergey Polynskiy Русија   |

| Место | Бициклиста                               |
| ----- | ---------------------------------------- |
| 1     | Grégory Baugé Француска                  |
| 2     | Maximilian Levy Немачка                  |
| 3     | Athanasios Mantzouranis Грчка            |
| 4     | Giddeon Massie Сједињене Америчке Државе |
| 5     | Roberto Chiappa Италија                  |

 НЗ = Није завршио, НС = Није стартовао

### Полуфинале
| Место | Бициклиста                    |
| ----- | ----------------------------- |
| 1     | Крис Хој Уједињено Краљевство |
| 2     | Shane Kelly Аустралија        |
| 3     | Arnaud Tournant Француска     |
| 4     | Josiah Ng Малезија            |
| 5     | Grégory Baugé Француска       |
| 6     | Ryan Bayley Аустралија        |

| Место | Бициклиста                     |
| ----- | ------------------------------ |
| 1     | Рос Едгар Уједињено Краљевство |
| 2     | Kiyofumi Nagai Јапан           |
| 3     | Carsten Bergemann Немачка      |
| 4     | Azizul Hasni Awang Малезија    |
| НЗ    | Theo Bos Холандија             |
| НЗ    | Kamil Kuczyński Пољска         |

## Б финале
(пласман од 7 до 12 места)
| Место | Бициклиста                  |
| ----- | --------------------------- |
| 7     | Grégory Baugé Француска     |
| 8     | Ryan Bayley Аустралија      |
| 9     | Josiah Ng Малезија          |
| 10    | Azizul Hasni Awang Малезија |
| 11    | Kamil Kuczyński Пољска      |
| НС    | Theo Bos Холандија          |

## Финале
| Место | Бициклиста                     |
| ----- | ------------------------------ |
|       | Крис Хој Уједињено Краљевство  |
|       | Рос Едгар Уједињено Краљевство |
|       | Kiyofumi Nagai Јапан           |
| 4     | Shane Kelly Аустралија         |
| 5     | Carsten Bergemann Немачка      |
| 6     | Arnaud Tournant Француска      |